# Beneath You
Beneath You es el segundo episodio de la séptima temporada de la serie de televisión Buffy la cazavampiros. El episodio fue traducido en América Latina como En tu interior y en España como Debajo de ti.
Cuando Spike ayuda a Buffy y Xander a combatir con una gigantesca criatura parecida a un gusano, su extraño comportamiento hace que Buffy se percate de que ahora es un vampiro con alma.

## Argumento
En Fráncfort, una chica punk (Tess Hall) corre desesperada por la ciudad. Unas figuras encapuchadas la acorralan y la matan. Antes de morir, la chica comienza a decir "desde bajo de ti, te devora". Buffy (Sarah Michelle Gellar) despierta sobresaltada, sabiendo que hay otras chicas que están condenadas a morir. En otra parte de la ciudad, un enorme montículo de tierra comienza a producirse desde un jardín hasta las calles.
En Westbury, Willow (Alyson Hannigan) tiene miedo de volver a Sunnydale, y está asustada porque piensa que sus amigos la rechazarán. Por la noche, una joven llamada Nancy (Kaarina Aufranc) pasea a su perro. Desde la tierra algo se traga al animal y comienza arrastrar a Nancy con ella, pero esta logra zafarse y sale corriendo. EN su huida, se encuentra con Xander (Nicholas Brendon), quien la lleva a casa de Buffy.
En la residencia Summers todos comienzan a discutir sobre cómo matar al demonio, pero en ese momento aparece un cuerdo Spike (James Marsters) quien se ofrece a ayudar a la pandilla con el problema. 
Xander lleva a Nancy a su hogar. La chica le explica a Xander su situación. Hace poco rompió con su novio. El demonio vuelve atacar a Nancy y Xander y los dos logran escapar por poco. Xander se da cuenta de que el gusano esta en busca de ella y Nancy menciona haber pedido algún deseo. Enterados de quién fue, el grupo visita a Anya (Emma Caufield) en el Bronze, donde ella admite haber convertido a, Ronnie, el ex de Nancy, en un gusano gigante. Se trata de un demonio Sluggot. Deciden hablar con Anya para que revierta el hechizo. Cuando Anya observa a Spike, ve algo nuevo en él. Él intenta evitar que lo revele y se golpean.
Nancy se marcha y es atacada por el demonio. Buffy acude en su ayuda y Spike también. Cuando el vampiro daña al monstruo, el hechizo se ha desvanecido y el monstruo se convierte de nuevo en un hombre gritando de dolor. Buffy llama al servicio de emergencias y sigue a Spike hasta una iglesia. Spike comienza a balbucear y se muestra con su pecho arañado. Buffy se da cuenta de que Spike ha recuperado su alma por ella y ahora tiene que soportar la culpa de su pasado, escuchar voces en su cabeza... Quiere descansar y se abraza en una de las cruces.

## Reparto

### Personajes principales
- Sarah Michelle Gellar como Buffy Summers.
- Nicholas Brendon como Xander Harris.
- Alyson Hannigan como Willow Rosenberg.
- Emma Caulfield como Anya Jenkins.
- Michelle Trachtenberg como Dawn Summers.
- James Marsters como Spike.

### Apariciones especiales
- Anthony Stewart Head como Rupert Giles.

### Personajes secundarios
- Kaarina Aufranc como Nancy.
- D.B. Woodside como el Director Wood.
- Jack Sundmacher como Ronnie.
- Benita Krista Nall como Mujer joven.
- Tess Hall como Chica Punk.

## Detalles de la producción

### Música
- Gus Gus - "David"
- Joey Ramone - "Stop Thinking About It"
- Stillste Stund - "Von der Tiefe (inoff. Remix)"
- The Von Bondies - "It Came From Japan"

## Continuidad
Aquí se presentan los hechos que o bien influyen en la séptima temporada exclusivamente, o bien que viniendo de episodios anteriores influyen en este. Y por último, acontecimientos que ocurren en este episodio que influyen en las demás temporadas o en alguna otra temporada.

### Para la séptima temporada
- Buffy descubre que Spike ha recuperado su alma.
- La frase “desde bajo de ti, te devora” es escuchada por primera vez. Cita que será escuchada recurrentemente en la temporada.
- Buffy sueña con una potencial siendo asesinada. Los primeros indicios del mayor plan del Primero contra las cazadoras.

### Para todas o las demás temporadas
- Cuando van camino a la secundaria, Buffy regaña a Dawn por criticarla a ella y a Xander por sus interés en los demonios exclamando: "Disculpa, no fuiste tu la que se besuqueo con un vampiro adolescente la última noche de brujas". Haciendo una referencia al episodio All the Way